# Papendorf (powiat Rostock)
Papendorf – gmina w Niemczech,  w kraju związkowym Meklemburgia-Pomorze Przednie, w powiecie Rostock, wchodząca w skład urzędu Warnow-West.